# Zorko Rajčić
Zorko Rajčić (Hvar, 23. prosinca 1930. – Zagreb, 22. ožujka 2011.), hrvatski glumac.

## Filmografija

### Televizijske uloge
- "Ptice nebeske" (1989.)
- "Inspektor Vinko" kao član uprave kluba (1984.)
- "Ča smo na ovon svitu" kao Luka (1973.)

### Filmske uloge
- "Haloa – Praznik kurvi" (1988.)
- "Večernja zvona" kao Meirin otac (1986.)
- "Trojanski konj" kao tužitelj (1982.)
- "Pad Italije" (1981.)
- "Tajna Nikole Tesle" (1980.)
- "Okupacija u 26 slika" kao gradonačelnik (1980.)
- "God" (1980.)
- "Ljubica" kao Ante (1978.)
- "Istarska rapsodija" kao Jadre (1978.)
- "Tvrdica" kao Valere (1967.)
- "Dolutali metak" (1964.)

### Sinkronizacija
- "Snjeguljica i sedam patuljaka" kao Pospanko (2009.)
- "Dama i Skitnica" kao Bero (2006.)
- "Mala sirena" kao Gregor (2006.)

## Vanjske poveznice
- Zorko Rajčić u internetskoj bazi filmova IMDb-u (engl.)
- Vijest o smrti glumca